# Liste du patrimoine mondial au Togo
Cet article recense les sites inscrits au patrimoine mondial au Togo.

## Statistiques
Le Togo accepte la Convention pour la protection du patrimoine mondial, culturel et naturel le 15 avril 1998. Le premier site protégé est inscrit en 2004.
En 2023, le Togo compte 1 site inscrit au patrimoine mondial, culturel. 
Le pays a également soumis 7 sites à la liste indicative, 4 culturels, 1 naturel et 2 mixtes.

## Listes

### Patrimoine mondial
Les sites suivants sont inscrits au patrimoine mondial.
| Id.  | Site                                 | Région | Année | Superficie (ha) | Critères et notes | Coordonnées                      | Illus. |
| ---- | ------------------------------------ | ------ | ----- | --------------- | --- | -------------------------------- | ------ |
| 1140 | Koutammakou, le pays des Batammariba | Kara   | 2004  | 271 826         | Culturel, (v), (vi) Le bien togolais, inscrit en 2004, est étendu en 2023 par l'adjonction de sites au Bénin et devient transfrontalier. | 10° 04′ 01″ nord, 1° 07′ 59″ est |        |

### Liste indicative
Les sites suivants sont inscrits sur la liste indicative.
| Site                                                          | Région         | Type                       | Date | Superficie (ha) | Lien | Notes | Coordonnées                      | Illus. |
| ------------------------------------------------------------- | -------------- | -------------------------- | ---- | --------------- | ---- | ----- | -------------------------------- | ------ |
| Agglomération Aného-Glidji                                    | Maritime       | Culturel (ii), (iii), (iv) | 2000 |                 | 1505 |       | 6° 10′ 19″ nord, 1° 37′ 59″ est  |        |
| Les greniers des grottes de Nok et de Mamproug                | Savanes        | Culturel (iv), (v), (vi)   | 2000 |                 | 1504 |       | 10° 39′ 36″ nord, 0° 08′ 49″ est |        |
| Les palais des gouverneurs                                    | Maritime       | Culturel (i), (ii), (iv)   | 2002 |                 | 1613 |       |                                  |        |
| Woold Homé                                                    | Maritime       | Culturel (ii), (iv), (vi)  | 2002 |                 | 1614 |       |                                  |        |
| Parc national de la Kéran et la réserve de faune Oti-Mandouri | Savanes        | Naturel (vii), (x)         | 2002 |                 | 1617 |       | 10° 07′ 48″ nord, 0° 37′ 08″ est |        |
| La réserve de faune d'Alédjo                                  | Kara           | Mixte                      | 2002 |                 | 1616 |       | 9° 13′ 59″ nord, 1° 12′ 00″ est  |        |
| Parc national de Fazao Malfakassa                             | Centrale, Kara | Mixte                      | 2002 |                 | 1615 |       | 8° 55′ 01″ nord, 0° 48′ 29″ est  |        |